# Comuna Brastavățu, Olt
Brastavățu este o comună în județul Olt, Oltenia, România, formată din satele Brastavățu (reședința) și Crușovu.
Până la DN54 sunt 3 km pe o porțiune de drum comunal - DC131, parțial betonată (varianta spre Gara Vișina) și circa 4,5 km (varianta sat Crușovu). Cele mai apropiate orașe sunt Corabia (20 km) și Caracal (30 km). Localitatea Brastavățu este atestata documentar la 5 iulie 1550. Are numele de origine slavă, însemnând "ulmișor", nume luat de la pădurile de foioase existente în zonă. Până în 1830 a depins administrativ de localitatea Crușov, astăzi sat din componenta Brastavățului, alături de Gara Vișina.

## Istorie

### Perioada romană
Fiind în Oltenia, teritoriul de astăzi al comunei a fost parte a provinciei Dacia. O descoperire arheologică semnificativă de pe teritoriul acesteia a fost o așezare rurală, formată pe drumul care ducea înspre Romula. Prin urmare, se indică existența locuirii acestui spațiu în perioada romană, cel puțin până la Retragerea Aureliană.

## Crușovu
Crușovul sau Crusia, însemnând "păr pădureț" este atestat documentar la 20 mai 1388, cu ocazia dăruirii acestei așezări Mănăstirii Sf. Treime din Călimănești, de către Mircea cel Bătrân. Până în 1830, Brastavățu a depins administrativ de Crușov, iar intre 1830-1928, cele două sate s-au administrat pe cont propriu. În urma legii administrative din 1928, odată cu înființarea primăriilor de centru, Brastavățu s-a administrat singură, iar Crușovu a aparținut de Studinița. După primul război mondial, primăriile s-au transformat în Comitete Provizorii, iar din 1946, de când au luat ființă Sfaturile Populare, Crușovul a fost arondat comunei Brastavățu, situație rămasă până în prezent.
Actualmente, comuna Brastavățu cuprinde satele: Brastavățu, Crușovul și Cătunul Gara-Vișina. Suprafața totală a localității este de 7.034 ha (430 ha în intravilan și 6.604 ha în extravilan), cu 1.859 de locuințe și o populație de 5.293 de oameni.

## Stemă
Descrierea stemei:

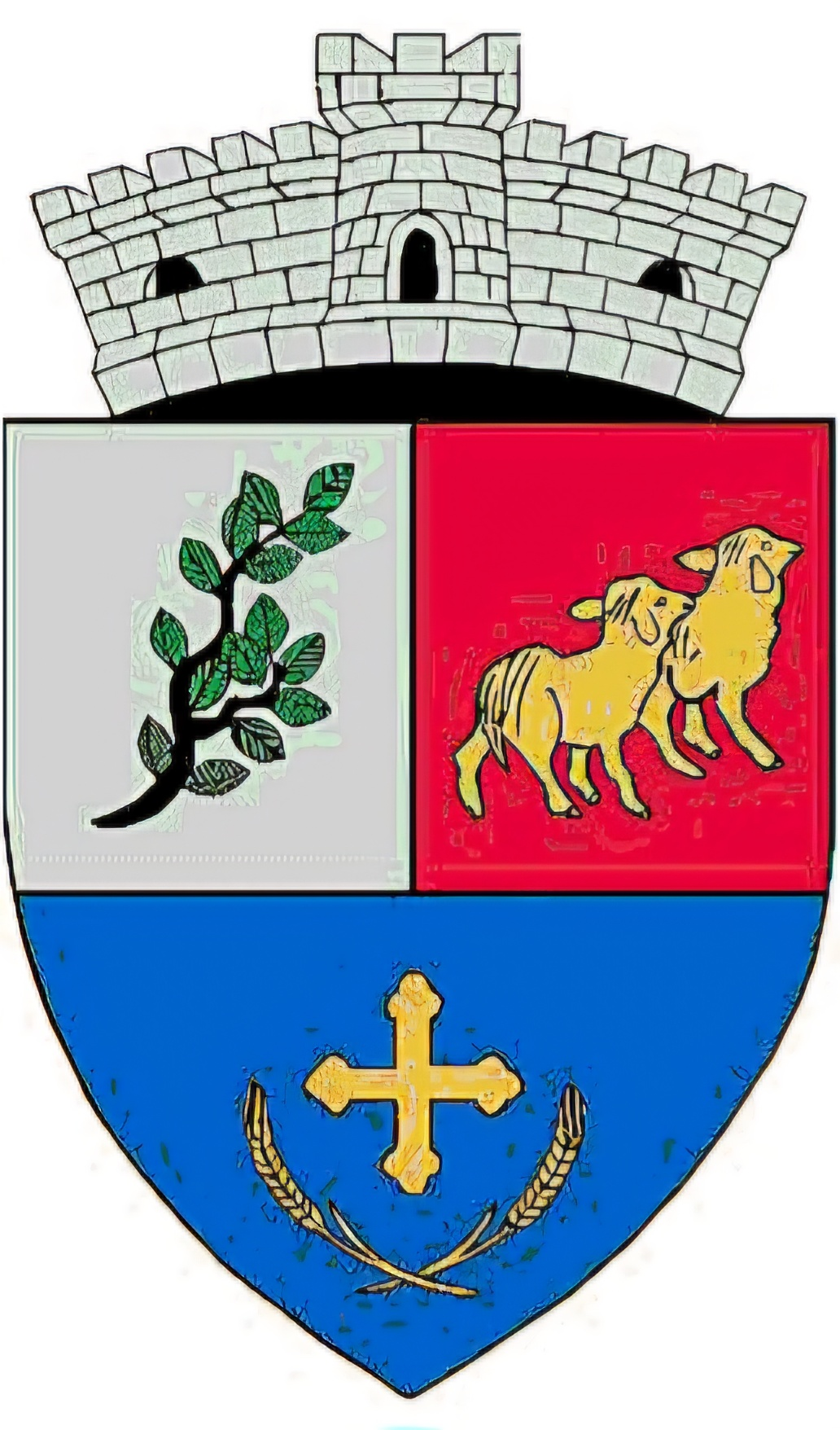
Stema Comunei Brastavățu

Stema comunei Brastavățu, potrivit anexei nr. 1.1, se compune dintr-un scut triunghiular cu marginile rotunjite, tăiat și despicat în partea superioară.
În partea superioară, în dreapta, în câmp argintiu, se află o creangă de ulm cu frunze de culoare verde, ondulată, poziționată în bară.
În partea superioară, în stânga, în câmp roșu, se află 2 miei de aur conturnați, primul broșând pe aproximativ jumătate din corpul celui de-al doilea poziționat puțin mai sus.
În vârful scutului, în câmp albastru, se află o cruce treflată de aur, fiind deasupra a două spice de grâu de aur, poziționate în bandă și în bară, care se întretaie în partea de jos, în săritoare.
Scutul este trimbrat de o coroană murală de argint cu un turn crenelat.
Semnificațiile elementelor însumate:
Creanga de ulm reprezintă bogăția silvică a zonei.
Cele două spice de grâu și cei doi miei simbolizează ocupațiile de bază ale locuitorilor, agricultura și creșterea oilor, iar numărul spicelor indică numărul satelor componente ale localității.
Crucea treflată face aluzie la biserica veche din localitate, construită între anii 1861-1864, având hramul Sf. Nicolae.
Coroana murală cu un turn crenelat semnifică faptul că localitatea are rangul de comună.

## Educație
Școala datează în Brastavățu și Crușovul din anul 1894.

## Comunitatea
Comunitatea din Brastavățu a participat efectiv la majoritatea evenimentelor importante din istoria neamului: a participat la evenimentele de la 1848, Ștefan Golescu și preotul Radu Șapcă din Celeiu ajung aici și organizează intrarea în Caracal. La răscoala din martie 1907 au participat efectiv având în frunte pe Spiridon, preotul satului, și cei doi învățători Alex. Voinescu și Andrei Nicolaescu.
Primul și al doilea război mondial au primit tributul comunității Brastavățu.
Specific pentru Brastavățu sunt riturile funerare. "Oamenii din Brastavățu continua să trăiască după reperele mentalității tradiționale, continuă în același timp să trăiască după sistemul valorilor sentimentale". (Cristina Mihaila - "toate sunt cu rostul lor" - sensul spiritual al riturilor funerare din satul Brastavățu.).
Personalități plecate din rândul brastăvicenilor și cu care se mândresc aceștia sunt: George Stancu Predețeanu, Octavian Iorgu Ocoleanu, Stefan Oprescu, Crăciun Pătru, Gheorghe Dachin, medic și scriitor, al cărui nume îl poartă biblioteca din comună.

## Clădiri
Biserica din satul Brastavățu se numește "Sf. Nicolae" sau Biserica Brastavățu care datează din 1863, reparată fiind în 1910, 1925, 1935 (pictată), 1940.

## Economie
Majoritatea populației se ocupă cu agricultura (cultura cerealelor și plantelor tehnice, legumicultura) și creșterea animalelor în gospodării proprii, foarte puțini lucrând în orașele apropiate. Întreprinderile mici și mijlocii sunt reprezentate în principal de câteva mori particulare.
Proiecte de investiții avute în vedere de către Primăria Brastavățu:
- Reamenajarea barajului "Balta Crușovu"
- Betonarea DC131
- Construirea unei săli de sport
- Pietruirea DC138
- Instalarea centralelor termice în instituții
- Alimentarea cu apă și gaze
- Pietruirea ulițelor din cele două sate

## Demografie
Componența etnică a comunei Brastavățu
     Români (93,81%)
     Romi (1,24%)
     Alte etnii (0,08%)
     Necunoscută (4,87%)
Componența confesională a comunei Brastavățu
     Ortodocși (94,69%)
     Alte religii (0,34%)
     Necunoscută (4,97%)
Conform recensământului efectuat în 2021, populația comunei Brastavățu se ridică la 3.860 de locuitori, în scădere față de recensământul anterior din 2011, când fuseseră înregistrați 4.830 de locuitori. Majoritatea locuitorilor sunt români (93,81%), cu o minoritate de romi (1,24%), iar pentru 4,87% nu se cunoaște apartenența etnică. Din punct de vedere confesional, majoritatea locuitorilor sunt ortodocși (94,69%), iar pentru 4,97% nu se cunoaște apartenența confesională.

## Politică și administrație
Comuna Brastavățu este administrată de un primar și un consiliu local compus din 13 consilieri. Primarul, Cici-Constantin Oprea[*], de la Partidul Social Democrat, este în funcție din 2008. Începând cu alegerile locale din 2024, consiliul local are următoarea componență pe partide politice:
|  | Partid                    | Consilieri | Componența Consiliului | Componența Consiliului | Componența Consiliului | Componența Consiliului | Componența Consiliului | Componența Consiliului | Componența Consiliului | Componența Consiliului |
|  | ------------------------- | ---------- | ---------------------- | ---------------------- | ---------------------- | ---------------------- | ---------------------- | ---------------------- | ---------------------- | ---------------------- |
|  | Partidul Social Democrat  | 8          |                        |                        |                        |                        |                        |                        |                        |                        |
|  | Partidul Național Liberal | 5          |                        |                        |                        |                        |                        |                        |                        |                        |